# Reprezentacja Szwecji w piłce nożnej kobiet
Reprezentacja Szwecji w piłce nożnej kobiet – zespół piłkarski, biorący udział w imieniu Szwecji w meczach i międzynarodowych turniejach sportowych, powoływany przez selekcjonerkę. Szwedki są jedną z najbardziej utytułowanych drużyn na świecie, chociaż jedyne zwycięstwo jakie odniosły to Mistrzostwo Europy 1984. Finał Mistrzostw Świata 2003 był drugim najbardziej oglądanym wydarzeniem w Szwecji tamtego roku.

## Udział w międzynarodowych turniejach

### Igrzyska olimpijskie
| 1996 | Awans | Faza grupowa |
| 2000 | Awans | Faza grupowa |
| 2004 | Awans | IV miejsce   |
| 2008 | Awans | Ćwierćfinał  |
| 2012 | Awans | Ćwierćfinał  |
| 2016 | Awans | II miejsce   |
| 2020 | Awans | II miejsce   |
| 2024 |       |              |
| 2028 |       |              |

### Mistrzostwa świata
| 1991 | Awans | III miejsce  |
| 1995 | Awans | Ćwierćfinał  |
| 1999 | Awans | Ćwierćfinał  |
| 2003 | Awans | II miejsce   |
| 2007 | Awans | Faza grupowa |
| 2011 | Awans | III miejsce  |
| 2015 | Awans | 1/8 finału   |
| 2019 | Awans | III miejsce  |
| 2023 | Awans | III miejsce  |

### Mistrzostwa Europy
| 1984 | Awans                   | Mistrzostwo             |
| 1987 | Awans                   | II miejsce              |
| 1989 | Awans                   | III miejsce             |
| 1991 | Nie zakwalifikowała się | Nie zakwalifikowała się |
| 1993 | Nie zakwalifikowała się | Nie zakwalifikowała się |
| 1995 | Awans                   | II miejsce              |
| 1997 | Gospodarz               | III miejsce             |
| 2001 | Awans                   | II miejsce              |
| 2005 | Awans                   | III miejsce             |
| 2009 | Awans                   | Ćwierćfinał             |
| 2013 | Gospodarz               | III miejsce             |
| 2017 | Awans                   | Ćwierćfinał             |
| 2022 |                         |                         |